# Strzelcy podhalańscy

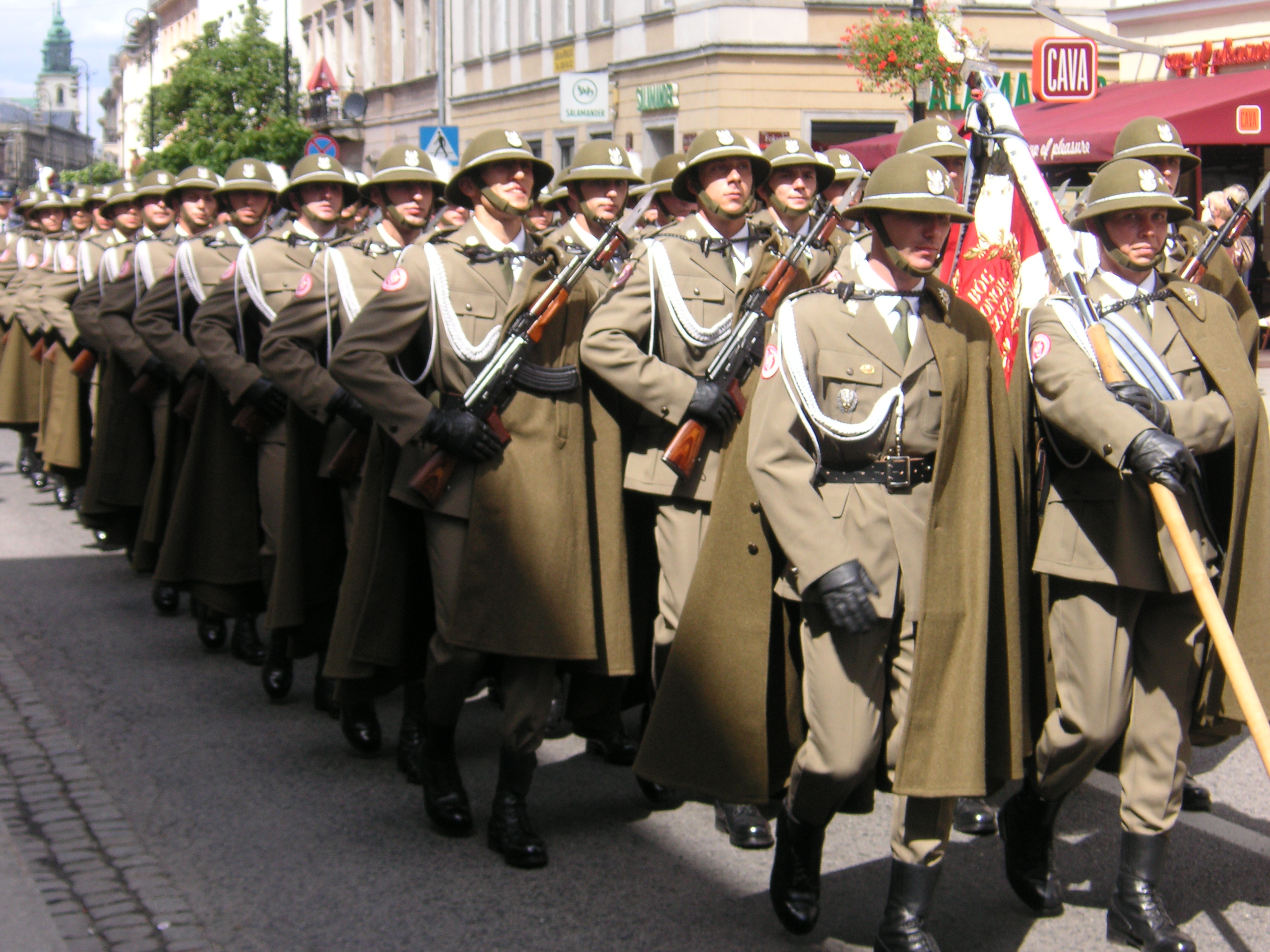
Strzelecy podhalańscy (podhalańczycy).

Strzelcy podhalańscy, potocznie podhalańczycy – tradycyjna nazwa na określenie polskich oddziałów piechoty górskiej. Charakterystycznym elementem umundurowania żołnierzy tej jednostki są długie peleryny i kłobuki.
W latach 1918–1939 w Wojsku Polskim było sześć pułków strzelców podhalańskich:
- 1 Pułk Strzelców Podhalańskich,
- 2 Pułk Strzelców Podhalańskich,
- 3 Pułk Strzelców Podhalańskich,
- 4 Pułk Strzelców Podhalańskich,
- 5 Pułk Strzelców Podhalańskich,
- 6 Pułk Strzelców Podhalańskich,

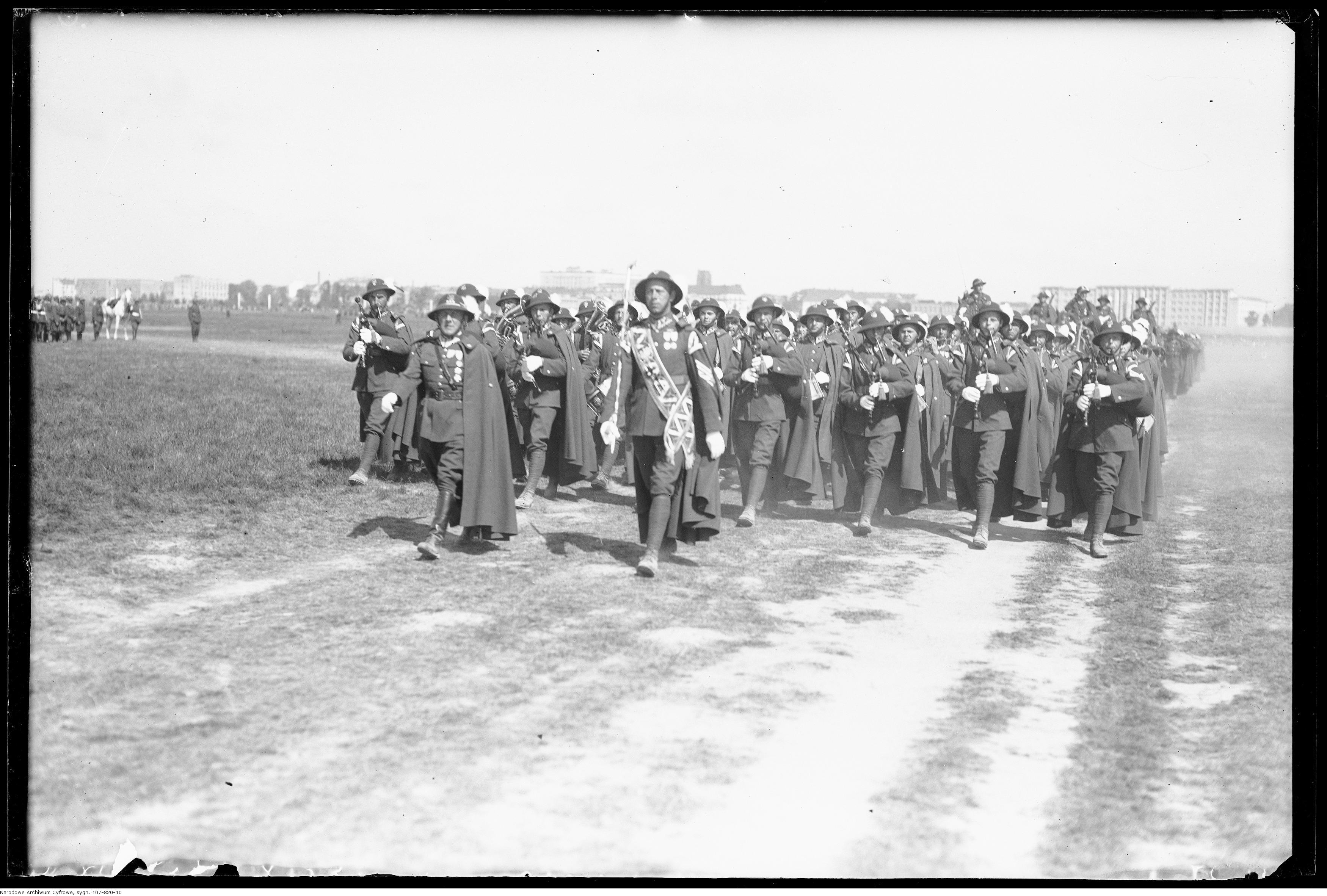
Przemarsz strzelców podhalańskich podczas parady wojskowej na cześć króla Rumunii Karola II, Warszawa, 1937.

które wchodziły w skład dwóch dywizji piechoty górskich (21 i 22).
W czasie II wojny światowej sformowano:
- Samodzielna Brygada Strzelców Podhalańskich (1940)
- Batalion Strzelców Podhalańskich (1940)
- pułki Strzelców Podhalańskich AK (1943–1945)

Po wojnie dziedzictwo tradycji oddziałów podhalańskich kontynuował 5 Pułk Strzelców Podhalańskich im. gen. Andrzeja Galicy, a od 1993 roku - 21 Brygada Strzelców Podhalańskich.

## Symbole
21 czerwca 1919 roku Minister Spraw Wojskowych zatwierdził następujące odznaki dla pułków strzelców 
podhalańskich:
- kapelusz góralski, niski, okrągły, barwy ochronnej, opasany u oficerów podwójnym sznurkiem srebrnym oksydowanym, a u żołnierzy sznurem szarym wełnianym, z lewej strony za sznurek zatknięte piórko ciemne - orle lub jastrzębie, na przodzie kapelusza przepisowy orzełek srebrny oksydowany, u oficerów pod orzełkiem przepisowa gwiazdka oficerska,
- odznaka o wymiarach 45 x 30 mm w kształcie swastyki z gałązką jedliny noszona na kołnierzach, dla żołnierzy tłoczona z białej oksydowanej blachy, dla oficerów haftowana białymi oksydowanymi nićmi[2].

Odznaka pułków strzelców podhalańskich
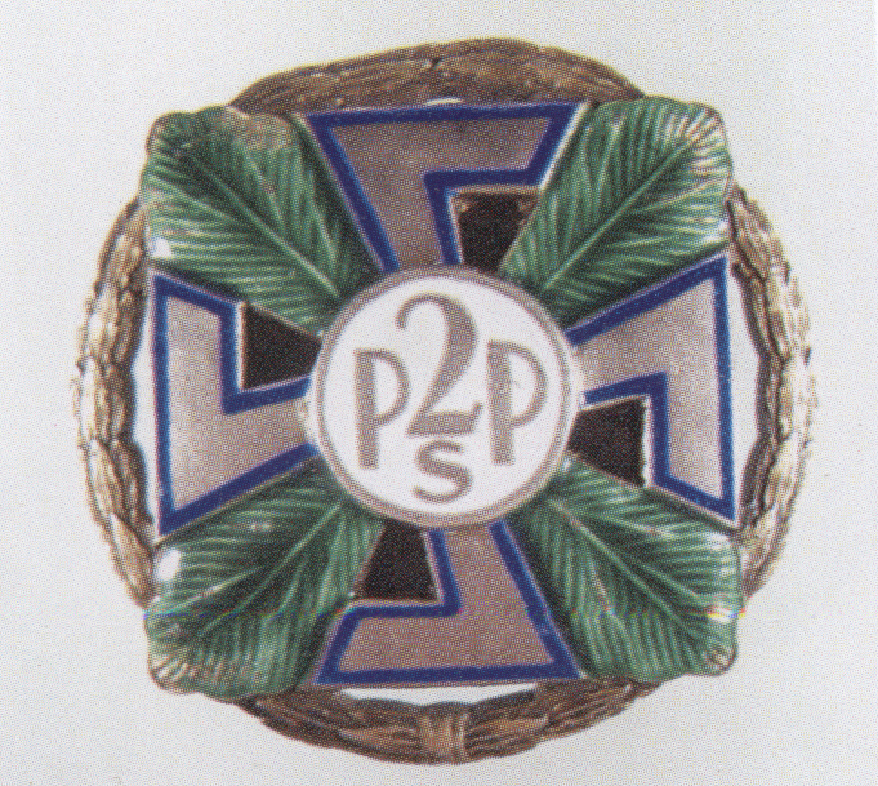
Odznaka pamiątkowa 2 Pułku Strzelców Podhalańskich
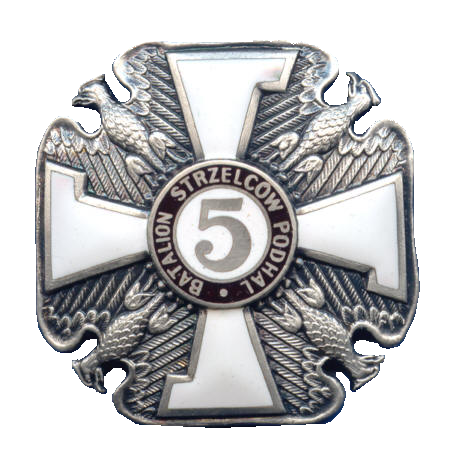
Odznaka pamiątkowa 5 Pułku Strzelców Podhalańskich
Odznaka pamiątkowa 6 Pułku Strzelców Podhalańskich

Obecnie symbolem strzelców podhalańskich jest szarotka alpejska, umieszczana na mankietach, kołnierzach, rękawach umundurowania żołnierza. Motyw stylizowanej swastyki zachował się na odznakach pamiątkowych i sztandarach. Swastyki podhalańskiej (prasłowiański symbol pomyślności i powodzenia w walce, znany wśród górali jako „niespodziany krzyżyk”) nie należy mylić ze swastyką nazistowską. To dwa zupełnie różne symbole, o odmiennym znaczeniu i jedynie bardzo odległym, wspólnym rodowodzie.

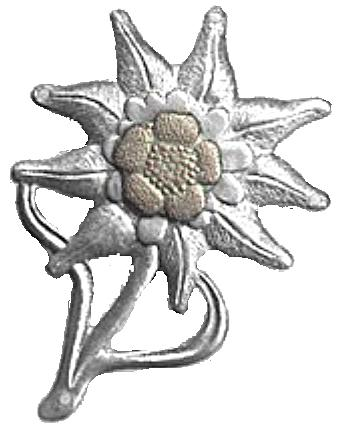
Szarotka alpejska - współczesna korpusówka podhalańczyków
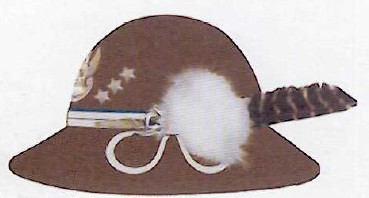
Współcześnie używany kapelusz podhalański - wersja oficerska
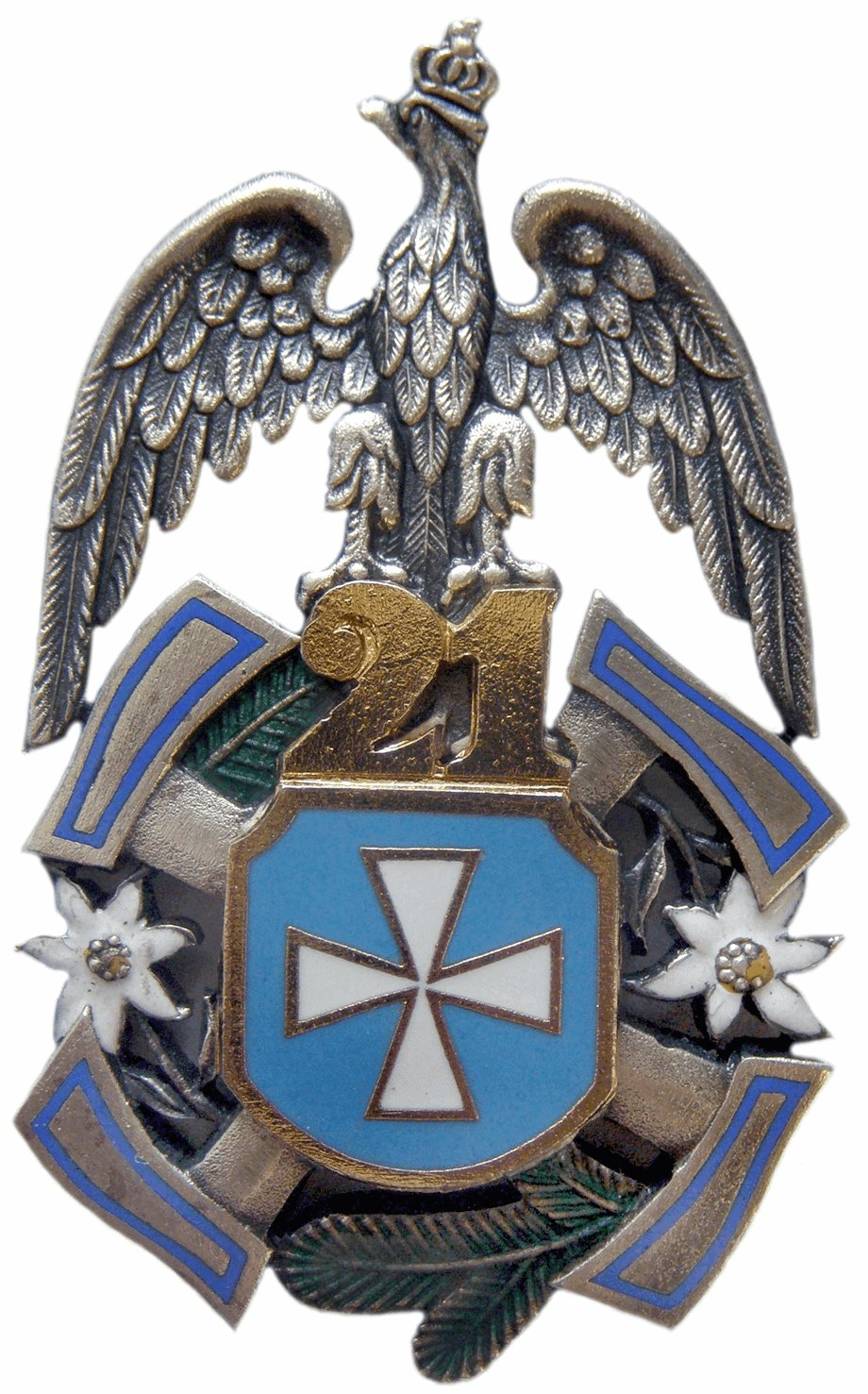
Odznaka pamiątkowa współczesnej 21 Brygady Strzelców Podhalańskich